# داین فاستر
داین فاستر (انگلیسی: Diane Foster; ۳ مارس ۱۹۲۸ – ۴ ژانویهٔ ۱۹۹۹) دونده زن اهل کانادا بود.